# دان فرازير
دان فرازير هو شخصية أعمال كندي، ولد في 12 يونيو 1963 في Castor, Alberta ‏ في كندا.

## وصلات خارجية
- دان فرازير على موقع ميوزك برينز (الإنجليزية)